# Venezuela i olympiska vinterspelen 2006
Venezuela skickade endast en tävlande till OS 2006 i Turin.

## Tävlande
Werner Hoeger tävlade i rodel som kom till finalen och kom på 32:a plats av 36.